# Steineweiler
Steineweiler ist ein Gemeindeteil der Großen Kreisstadt Dinkelsbühl im Landkreis Ansbach (Mittelfranken, Bayern). Steineweiler liegt in der Gemarkung Oberradach.

## Geographie
Nördlich der Einöde befindet sich ein Gewerbegebiet. Dort entspringen der Scher- und der Egelweihergraben, die mit weiteren Bächen zum Walkenweiherbach zusammenfließen, der ein rechter Zufluss der Wörnitz ist. Im Westen befinden sich die Waldgebiete Loh und Birkach. In der Birkach liegt der Steineweiler Weiher. Im Südosten liegt das Haldenfeld, im Osten das Radacher Holz und das Krämerholz. Die Staats- bzw. Landesstraße 2218 führt nach Unterradach (1,4 km südöstlich) bzw. an Neustädtlein vorbei zur Anschlussstelle an die Bundesautobahn 7 (2,9 km westlich).

## Geschichte
Die Fraisch über Steineweiler war strittig zwischen dem ansbachischen Oberamt Feuchtwangen, dem ansbachischen Oberamt Crailsheim, dem oettingen-spielbergischen Oberamt Mönchsroth und der Reichsstadt Dinkelsbühl. Die Dorf- und Gemeindeherrschaft hatte das Kastenamt Feuchtwangen. Der Ort bildete mit Ober- und Unterradach eine Realgemeinde.
Im Jahre 1732 bestand der Ort aus drei Gütlein, die alle die Reichsstadt Dinkelsbühl als Grundherrn hatten. Gegen Ende des 18. Jahrhunderts lag die Grundherrschaft in den Händen der Witwe des Dinkelsbühler Bürgermeisters Cronnagel und des Dinkelsbühler Bürgers Samuel Michel. Von 1797 bis 1808 unterstand der Ort dem Justiz- und Kammeramt Crailsheim.
Im Jahr 1809 wurde Steineweiler infolge des Gemeindeedikts dem Steuerdistrikt und der Ruralgemeinde Weidelbach zugeordnet. Mit dem Zweiten Gemeindeedikt (1818) wurde der Ort in die neu gebildete Ruralgemeinde Oberradach überwiesen. Am 1. April 1971 wurde Steineweiler im Zuge der Gebietsreform in Bayern nach Dinkelsbühl eingegliedert.

## Einwohnerentwicklung
| Jahr      | 001818 | 001840 | 001861 | 001871 | 001885 | 001900 | 001925 | 001950 | 001961 | 001970 | 001987 |
| Einwohner | 16     | 10     | 13     | 9      | 10     | 12     | 8      | 11     | 11     | 12     | 9      |
| Häuser    | 3      | 2      |        |        | 3      | 3      | 1      | 1      | 2      |        | 2      |
| Quelle    | [ 14 ] | [ 15 ] | [ 16 ] | [ 17 ] | [ 18 ] | [ 19 ] | [ 20 ] | [ 21 ] | [ 22 ] | [ 23 ] | [ 1 ]  |

## Religion
Der Ort ist seit der Reformation evangelisch-lutherisch geprägt und bis heute nach St. Ulrich (Weidelbach) gepfarrt. Die Katholiken sind nach St. Georg (Dinkelsbühl) gepfarrt.